# Повстання на СКР-112
Повстання на СКР-112 — перехід сторожового корабля СКР-112 з Чорноморського флоту у ВМС України, що стався 21 липня 1992 року.

## Передумови
У липні 1992 року на Чорноморському флоті склалося важке становище. Незважаючи на Дагомиську угоду, на кораблях і в частинах посилився тиск на тих, хто присягнув Україні.
У моряків не вистачало терпіння витримувати всі приниження та утиски з боку керівництва російського Чорноморського флоту. Не витримуючи щоденного психологічного натиску, моряки-чорноморці, які присягнули Україні, у буквальному значенні слова тікали з кораблів і зверталися по допомогу до орггрупи ВМС України.
Апофеозом, який увінчав нездорове становище на Чорноморському флоті, став відчайдушний рейд з Криму до Одеси сторожового корабля СКР-112 під командуванням капітан-лейтенанта Сергія Настенка. Важлива роль у цьому належить і помічнику з роботи з особовим складом лейтенанту Дмитрові Деренському.
У дні, які передували цьому, були усунуті з посади начальник штабу 17-ї бригади кораблів ОВРа капітан 2-го рангу Микола Жибарєв, заступник командира бригади капітан 2-го рангу Юрій Тарабукін, помічник командира дивізіону з роботи з особовим складом капітан-лейтенант Василь Горобець.
Від Сергія Настенка неодноразово вимагали подати рапорт на звільнення в запас. Причина вже відома: складання присяги на вірність народу України.
Частині офіцерів, які присягнули Україні, безпідставно не присвоювались наступні військові звання. Відраховували неблагонадійних зі списків на отримання житла. Все це виявилося останніми краплинами, які переповнили чашу терпіння.
Як українські моряки, так і командування вирішили, що треба здійснити незвичайний вчинок, який би прикував увагу до 17-ї бригади кораблів охорони водного району Кримської ВМБ, бо бачили пасивність керівництва Міністерства оборони України.
І тоді з'явилася пропозиція: зробити те, що півроку тому здійснив старший лейтенант Комісаров, який здійснив несанкціоновований перехід корабля МПК-116 з Донузлава до Головної бази ЧФ — Севастополя, мотивуючи це тим, що не бажає служити з офіцерами, що склали присягу Україні. Принагідно: особовий склад малого протичовнового корабля МПК-116 теж присягнув Україні. Після переходу старший лейтенант Комісаров став майже національним героєм для росіян, у газеті «Флаг Родины» Чорноморського флоту з'явилася стаття, в якій наголошувалося, що перейшовши в Севастополь, старший лейтенант Комісаров виявив свою громадянську позицію і саме такі офіцери стають згодом адміралами й командувачами, а військовослужбовців, які присягнули на вірність Україні, розкидали по інших кораблях. За спогадами Миколи Жибарєва, свій вчинок Комісаров здійснював приховано, вночі, не залишивши жодної інформації про свої дії.
Але українське командування вирішили вчинити інакше: піти не вночі, а вдень з гордо піднятим Державним прапором України.

## Перебіг подій

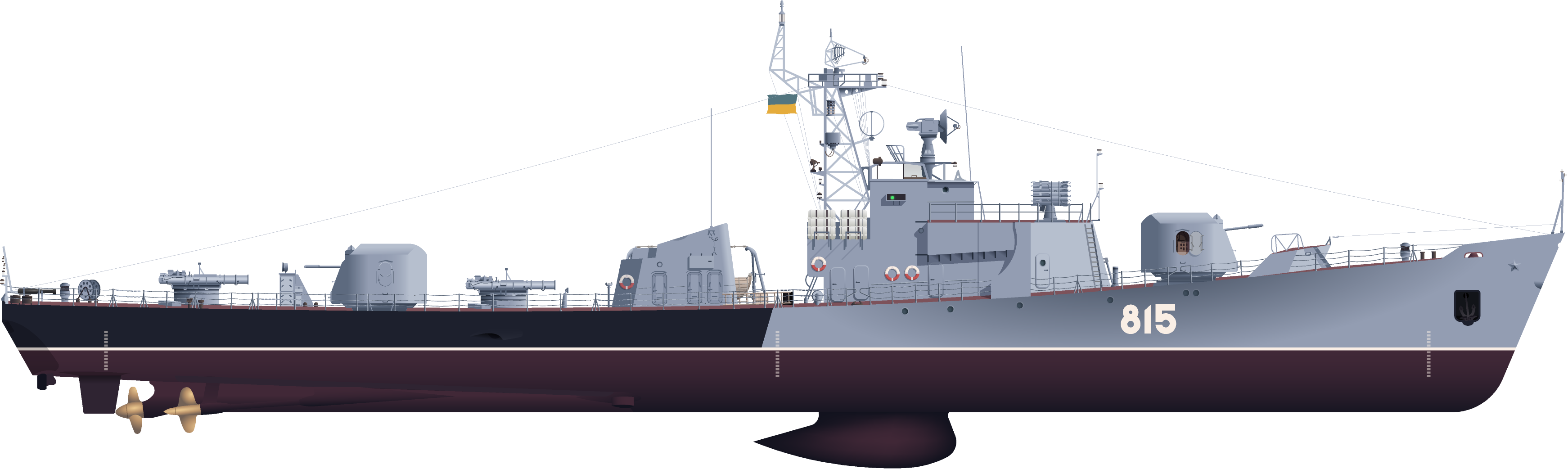
СКР-112 під час повстання

- Увечері 20 липня на квартирі капітана 2 рангу Миколи Жибарєва відбулася нарада командирів кораблів 307-го дивізіону стосовно плану переходу вранці до Одеси СКР-112, МПК-93 і катера КСВ. Від орггрупи ВМС був присутнім капітан 3 рангу Мирослав Мамчак.[джерело?]
- Ранок 21 липня — на корабель СКР-112, який стояв на 2-му майданчику, прибули: капітан 2 рангу Микола Жибарєв, начальник штабу 17 -ї бригади овр, флагманський мінер бригади капітан 3-го рангу Олег Шитиков і помічник командира дивізіону капітан-лейтенант Василь Горобець. Вони зустрілися з офіцерами і мічманами корабля, обговорили можливість підіймання на кораблі українського прапора і переходу до одного з портів України. Врахували те, що весь особовий склад ще у січні 1992 року присягнув народу України. Була отримана одностайна підтримка і від кожного командира бойової частини, і від особового складу корабля.
- 8:15 — на борт СКР-112 прибув начальник штабу 307-го дивізіону капітан 3-го рангу С. Семенов, який був старшим на тренуванні (саме на цей день була запланована участь СКР-112 у підготовці до святкування Дня ВМФ).
- Корабель отримав дозвіл іти на тренування до штабу Кримської ВМБ. Коли корабель знявся з якоря і швартових, я[хто?] піднявся на ходовий мостик і оголосив: «Начальнику штабу 307-го дивізіону капітану 3-го рангу Семенову і командиру корабля капітан-лейтенанту Настенку. Як старший на посаді і за військовим званням, приймаю управління кораблем на себе. Ставлю завдання командиру корабля: йти на зовнішній рейд». Вартовик ліг на курс з бази.
- 8:30 — капітан 3-го рангу Семенов спробував завадити українцям вступити в управління кораблем, проте безуспішно, після чого його нейтралізували чотири офіцери — капітан 3-го рангу Шитиков, капітан-лейтенант Горобець, капітан-лейтенантом Настенко й капітан 2-го рангу Жибарев[3].
- При підході до першого причалу, що на виході з озера, щоб не дати СКР-112 вийти з озера, кораблі ЧФ, 112-ї бригади намагалися знятися з причалу, щоб не дати вийти СКР-112 з Донузлава. Паралельно з цим команда СКР-112 прослуховували всі радіопереговори оперативного чергового бази і кораблів про те, як швидко вони готуються в погоню за СКР-112.
- 8:56 — СКР-112 підняв український прапор. Прапор підняв командир відділення сигнальників старшина 2-ї статті Анатолій Палашов.
- Вийшовши з озера Донузлав, команда СКР-112 виявила, що малий десантний корабель на повітряній подушці (МДК-184) і малий протичовновий корабель (МПК-93) вже йдуть за ними. При цьому командир МДК-184, подумавши, що команда МПК-93 діє заодно з СКР-112, спочатку став перешкоджати йому виходити з озера. Непорозуміння російських кораблів тривало близько 15 хвилин.
- 9:25 — віце-адмірал Гурінов (начальник штабу флоту) наказав, підняти черговий гідролітак Бе-12 для контролю за діями СКР-112 і встановлення з ним зв'язку. Але зліт був негайно заборонений начальником зміни Київського зонального центру управління польотами підполковником Гриненком. Заборона була підтверджена начальником управління ВПС України генералом Тимошенком. [4]
- 10:00 — оперативна інформація про несподіваний перехід сторожового корабля СКР-112 в п. Одеса надходить командувачу Військово-Морськими Силами України контр-адміралу Борису Кожину. Він негайно телефонує начальнику штабу Чорноморського флоту віце-адміралу Г. Гурінову і пропонує: «Якщо є воля людей, то хай корабель іде в Одесу». Віце-адмірал Г. Гурінов відповідає: «Якщо буде потрібно, ми застосовуватимемо по ньому зброю».
- В цей час з радіообміну команда СКР-112 зрозуміла, що начальник штабу дивізіону капітан 3-го рангу С. Тушев, який перебував на МДК-184, отримав наказ за необхідності застосувати зброю. Останній, оцінивши становище і наслідки своїх дій, віддав наказ вести вогонь з артилерійської установки АК-230 не по кораблю, а попереду нього. Було зроблено 3-4 черги прямо по курсу на дистанції 2 КБТ.
- Через декілька хвилин Тушев вийшов на зв'язок з Жибарєвим: «Отримав наказ усіма способами зупинити корабель і повернути СКР-112 на базу». Жибарев дав відповідь: «Я йду під Державним прапором України в її територіальних водах і слідую в український порт Одеса. На провокації відповідати не буду, але готовий себе захищати».
- Командувач ВМС України контр-адмірал Б. Кожин на автомобілі відбуває на севастопольське радіо. Звертається до головного редактора місцевого радіо Ірини Котвалюк з проханням надати йому прямий ефір для термінового звернення до севастопольців у зв'язку з ймовірним застосуванням зброї командуванням ЧФ проти СКР-112. Бориса Кожина пропускають до оперативного залу для передачі звернення. Ірина Котвалюк припиняє планову радіопередачу і надає радіоефір командувачу ВМС України контр-адміралу Кожину. Ось ті слова, з якими він звернувся до радіослухачів:

| Ліві лапки | Шановні севастопольці! До вас звертається командувач Військово-морськими Силами України контр-адмірал Кожин. 20 хвилин тому мені стало відомо, що екіпаж сторожового корабля СКР-112, що дислокується в Донузлаві, підняв Державний прапор України, вийшов в морі і зараз прямує в порт Одеса. Раніше особовий склад цього корабля на чолі зі своїм командиром капітан-лейтенантом Сергієм Настенко прийняв військову присягу на вірність народу України. Корабель з мирною метою вийшов в море, підняв Державний прапор України, йде в її територіальних водах і прямує в український порт Одеса. Коли я звернувся до начальника штабу Чорноморського флоту віце-адмірала Гурінова не протидіяти сторожовому кораблю СКР-112, то отримав відповідь, що по кораблю буде застосовано зброю, а це може призвести до людських жертв. У складі екіпажа цього корабля служать і представники міста Севастополя, ваші діти і внуки. Тому, дорогі севастопольці, не втрачаючи часу, дзвоніть по всіх телефонах на командний пункт Чорноморського флоту і вимагайте від його командування у жодному випадку не застосовувати проти сторожового корабля СКР-112 зброї. З прибуттям корабля до Одеси компетентною комісією будуть оперативно і всесторонньо вивчені мотиви такого відчайдушного кроку екіпажа, про що ви будете своєчасно проінформовані через всі засоби масової інформації".(Анатолій Данилов «Український флот: біля джерел відродження») | Праві лапки |

- 10:25 — через годину після того, як літак повинен був злетіти, Бе-12 піднявся в повітря. Але тут же на перехоплення йому з аеродрому Бельбек стартував український винищувач.
- У МДК-184 закінчувалося пальне, тому з КП Чорноморського флоту він отримав наказ: «Йти на таран». Враховуючи те, що МДК йшов на відстані всього 15 метрів від СКР-112, це було великою загрозою для СКР-112, тому йому доводилося раз по раз міняти курс, щоб уникнути зіткнення.
- 13:00 — за годину після проходження Тарханкутского маяка в МДК-184 закінчилося пальне, про що С. Тушев доповів ОЧ ЧФ і отримав дозвіл на повернення.
- Під Тарханкутом підійшов прикордонний катер України і супроводжував СКР-112 в Одесу, проте він тримався осторонь і надавав тільки моральну підтримку.
- В повітря були підняті два літаки ЧФ Бе-12. З флотського командного пункту їм надійшла команда імітувати торпедні атаки на СКР-112. Відчувши провокацію, командир ланки літаків попросив повторити команду при включеному магнітофоні. Повторної команди не надійшло.
- В цей же час з Одеси на допомогу СКР-112 вийшли два українські прикордонні кораблі (бортові номери 632 і 626) та вилетів винищувач Су-27, який вислало командування Одеського військового округу. Він відігнав гідролітаки, які повернулись на Качинський аеродром. Надалі Су-27 баражував над СКР-112, охороняючи його від захоплення. [5]
- З подальших радіопереговорів команда СКР-112 зрозуміла, що командування ЧФ наказало СКР «Разітєльний» (пізніше переданий ВМС України у 1997 році) і ракетному катеру РК-260, які вийшли з Севастополя, переслідувати їх.
- Через 30 хвилин Жибарєв побачив справа по борту ракетний катер. Він також намагався небезпечно маневрувати. Жибарев дав команду зіграти на кораблі бойову тривогу. На бойові пости СКР-112 віддана команда: «Боєзапас тримати в готовності до подання на гармати».
- На дистанції 100 метрів ракетний катер почав кидати швартові кінці, щоби вони намоталися на гвинти СКР-112, що змусило останнього маневрувати.
- 17:00 — з'явився СКР «Разітєльний», який переплутав кораблі і замість СКР-112 спочатку пішов до МПК-93. Коли розібралися, то «Разітєльний» і МПК-93 узяли курс на СКР-112, щоби трьома кораблями узяти СКР-112 в лещата і зупинити. «Разітєльний», приспустивши правий якір, почав небезпечне зближення із СКР-112 з метою тарану і висадки групи захоплення, яка розміщувалася на баку, проте цей маневр не вдався.
- Під час наближення у МПК-93 вийшов з ладу кермовий прилад, і він пройшов у декількох метрах від СКР «Разітєльний» вздовж корми, ледь випадково його не протаранивши. Після цього МПК-93 остаточно відстав і повернувся назад на базу.
- Командир «Разітєльного» капітан 1-го рангу Силін вийшов на зв'язок з СКР-112. Жибарєв погодився провести переговори. З командиром СКР-112 C. Настенком Жибарєв домовився, що якщо він за 30 хвилин не повернеться або не вийде на зв'язок на УКХ (ультракоротких хвилях), то йому слід продовжити рухатися в Одесу самостійно. Застопорили хід. СКР-112 передав вимогу, щоби «Разітєльний» не наближався до СКР-112 ближче, ніж на два кабельтових. З «Разітєльного» за Жибарєвим вислали шестивесловий ял. В ході переговорів Жибарєв пояснив Силіну свою позицію. Останній готувався присягнути Україні і не став перешкоджати Жибарєву. Незабаром, коли в конфлікт втрутилися міністр оборони України генерал-полковник К. Морозов і командувач Одеським військовим округом генерал-лейтенант В. Радецький, гонитва і переслідування СКР-112 були припинені.
- 18:50 — корабель зайшов до внутрішньої гавані порту Одеса, пришвартувався біля потапівського молу на території 18-ї бригади прикордонних кораблів.
- 21:30 — на корабель прибули командувач ВМС України контр-адмірал Борис Кожин, капітан 2-го рангу Юрій Шалит, командир Кримської ВМБ контр-адмірал О. Цубін, офіцери штабу ЧФ капітани 1-го рангу Александров і Кучін, від Севастопольської міської держадміністрації М. М'ясоєдов. Пізніше на корабель прибули командувач ОдВО генерал-лейтенант В. Радецький з групою офіцерів і представник Президента України в Одеській області В. Ільїн.

## Подальша доля
Після розподілу кораблів ЧФ СРСР СКР-112 увійшов до складу ВМС України. Однак вищому керівництву армії та держави були чужими патріотизм та принциповість, проявлені українськими моряками 1992 року.
Громадськість України, багато військових та політичних діячів бачили корабель — як майбутній музей Військово-Морських Сил. У Севастополі члени «Просвіти», Спілки офіцерів України та інших організацій створили комітет із захисту «СКР-112» та направили Міністру оборони десятки звернень і заяв громадськості, але все марно. З Міністерства оборони надійшло розпорядження утилізувати корабель. Володимир Безкоровайний виконав цей наказ. Влітку 1996 року корабель було утилізовано та розібрано на металобрухт.
За повідомленнями преси, його планували перегнати до Києва і поставити у столиці на довічну стоянку, зробивши на основі першого корабля відновлених Військово-Морських Сил України відповідний музей, але гору взяли інші міркування. Вартовик був терміново відрахований зі складу Військово-морських сил і буквально за три місяці порізаний на металобрухт. Його командир Сергій Настенко в подальшому був призначений командиром флагману українського флоту «Гетьман Сагайдачний». Звільнився зі служби, маючи військове звання капітан 1-го рангу.

## Відео
- Документальний фільм про викрадення су-24 на YouTube

## Матеріали
- Мирослав Мамчак. Україна: шлях до моря (Перевірено 19 листопада 2011)
- Савченко Микола. Анатомія неоголошеної війни (Перевірено 19 листопада 2011)
- Борис Кожин: Корабель СКР-112 – легенда українського військового флоту (Перевірено 19 листопада 2011)
- Кораблі-герої (наша доба «СКР-112») (Перевірено 19 листопада 2011)
- Чи визнає Україна командира Настенка героєм? (Перевірено 19 листопада 2011)
- “Країна Інкогніта”. 1992 – створення ВМС України. (Перевірено 19 листопада 2011)
- Ігор Голод, Дата нон грата. До чого ж приурочено День флоту України? // Історична правда, 3 липня 2011
- Сергій Зятьєв, У наших діях не було політики… // Народний оглядач, 21 червня 2013
- Андрій Кучеров, «На провокації не відповідатиму! Себе захищатиму!» // «Прикордонник України», N 27–28, 28 липня 2017 року
- Перший «братній» вогонь – 21 липня 1992 року. www.ukrmilitary.com. Ukrainian Military Pages. 21 липня 2018. Процитовано 21 липня 2018.